# 孟加拉國軍隊
孟加拉国武装部队（罗马化：Bangladesh Sashastra Bahinī）是孟加拉国人民共和国的联合军事力量。它由三个编制军事部门组成：孟加拉国陆军，孟加拉国海军和孟加拉国空军。武装部队由孟加拉国国防部管辖，由总理办公室武装部队司直接管理；孟加拉国总统担任孟加拉国武装部队总司令。它拥有南亚第三大国防预算，根据全球火力指数，它是南亚第三强大的军事力量。孟加拉国边防卫队和孟加拉国海岸警卫队在和平时期由内政部管辖，在战时，它们分别由孟加拉国陆军和孟加拉国海军指挥。